# Дюббёльская мельница
Дюббёльская мельница (дат. Dybbøl Mølle) — мельница, построенная в 1744 году в городе Дюббёль и перенёсшая несколько разрушений. Из-за своей роли в бурной истории Южной Ютландии и её стратегического значения в двух войнах, считается датским национальным символом. Она была в эксплуатации до 1990 года, с 1995 года используется как музей, в котором документы истории и технологии мельницы, а также элементы из войн с Датско-прусской войны 1848—1851 и Датской войны 1864 года.

## История
Первая мельница была построена в 1744 году и была деревянной. В 1800 году она сгорела из-за удара молнии. Также в ходе Датско-прусской войны (1848—1851) и Датской войны (1864) мельница была дважды разрушена из-за своего расположения в центре боевых действий в апреле 1849 и апреле 1864 года, но после каждой из войн её восстанавливали. В ходе Датской войны с помощью лопастей мельницы датской армии передавались секретные послания. Серьёзный повреждения нанес пожар, произошедший в 1935 году из-за короткого замыкания.
Нынешний вид мельница приобрела в 1936 году. Она была в эксплуатации до 1990 года, потом, с 1995 года, мельница начала использоваться как музей. В 2009 году за 5,5 миллионов датских крон фондом A.P. Møller og Hustru Chastine Mc-Kinney Møllers Fond (частный фонд Арнольда Мерска Мёллера и его жены) был произведен тщательный ремонт мельницы.

### Музей и мемориал
Экспозиция музея включает в себя здание самой мельницы, чертежи и фотографии, её история и технологии и её значение, а также униформа, оружие и другие предметы из войн с 1848-1851 и 1864 года. Музей ежегодно посещают около 50000 человек.